# Iomega

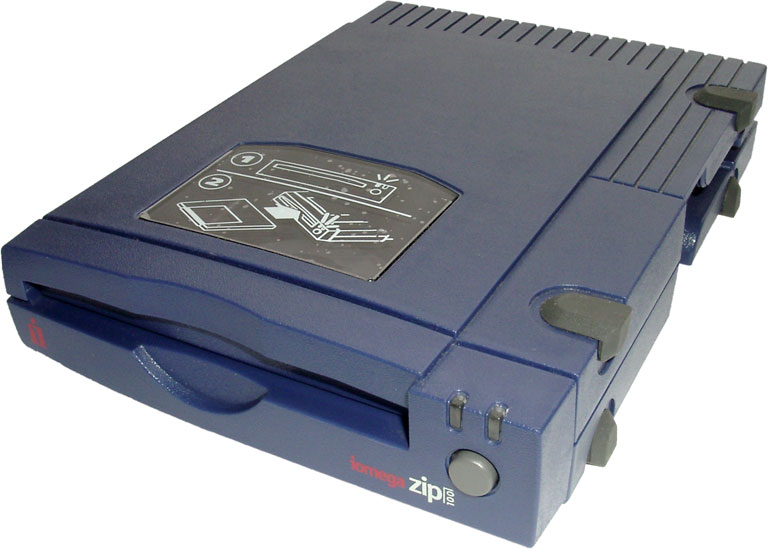
Iomega-100-Zip-Drive

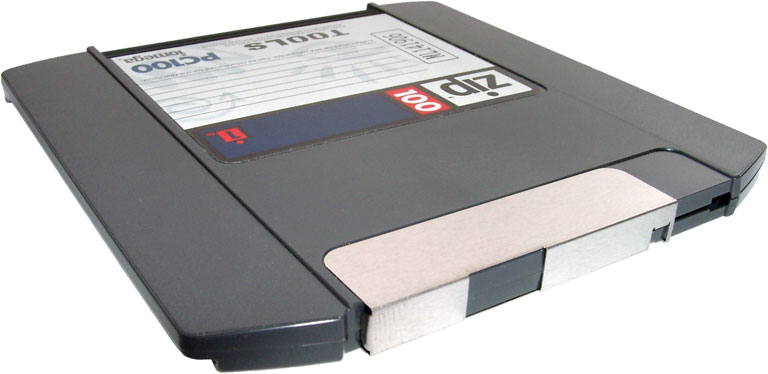
Iomega-100-MB-ZIP-disk

Iomega is een Amerikaanse leverancier van computerrandapparatuur voor gegevensopslag. Kenmerk van de Iomega-apparatuur is dat gebruik wordt gemaakt van verwisselbare opslagmedia.

## Geschiedenis
Iomega is opgericht in 1980 en begon met de levering van de zogenaamde Bernoulli-schijven. Daarna leverde Iomega de ZIP-drive waarvoor een speciale zipdisk nodig was en de Jaz-drive, die beide redelijk succesvol waren. Eind jaren 90 leverde Iomega ook standaard-opneem- en afspeelapparatuur, zoals cd- en dvd-drives.
In 2008 werd Iomega door EMC Corporation overgenomen. In 2012 gingen EMC en Lenovo een joint-venture aan, onder andere voor netwerkopslagapparatuur. Deze producten worden onder de naam LenovoEMC aangeboden.

## Producten
Bernoulli-drivewas een apparaat dat bestond uit een kast waarin een 20 cm (8 inch) verwisselbare schijf kon worden geplaatst. De schijf was gemonteerd in een stevige hardplastic envelop, waarin een uitsparing was gemaakt voor de lees/schijfkop van de drive zelf. Bijzondere eigenschap was dat de lees-/schrijfkop als op een luchtkussen boven de schijf zweefde, zoals bij een harde schijf. De eerste generatie van de schijf kon 10 megabyte aan gegevens bevatten. Latere exemplaren hadden een capaciteit van 20 MB. De tweede generatie van de Bernoulli had een kleiner formaat schijf maar een grotere capaciteit, variërend van 30 MB tot zelfs 230 MB.
Zipdit was een verwisselbare floppy schijf die wel iets weg had van de 3,5-inch diskette die door Sony werd ontwikkeld. De Zip kon 100 MB aan gegevens opslaan. Later kwam men nog op de markt met een opslagcapaciteit van 250 MB en zelfs een van 750 MB. De Zip-schijf was een concurrent van de SuperDisk LS120-floppyschijf van Imation. Nadeel van de Zip was dat er een bekende fout zat in het ontwerp. Sommige exemplaren raakten defect door de Click of Death, een fenomeen waarbij de leeskop een tikkend geluid maakt, waardoor de zipschijf niet langer bruikbaar was. Steve Gibson heeft hiervoor een reparatieprogramma ontwikkeld. Een ander probleem is dat de 750 MB drive de 100 MB schijf alleen kan lezen, niet schrijven.
Jazdit was de opvolger van de Zip met meer opslagcapaciteit. De Jaz-cassette bevat twee harde schijven. De capaciteit was 1 of 2 GB. Ook de Jaz was vatbaar voor de Click of Death.
Dittois een tape-eenheid. De tapes hadden een capaciteit van 250 MB tot wel 10 GB.
Pocket Zip/Clik!een klein formaat zipschijf met een capaciteit van 40 MB. Er werd een speciale versie op de markt gebracht voor een digitale Agfa-camera. Kwam initieel op de markt als Clik!, maar het product werd na een rechtszaak hernoemd naar Pocket Zip.
REVeen apparaat waarin REV-disks geplaatst kunnen worden. De eerste variant kon overweg met disks van 35 GB (door middel van compressie tot 90 GB). Later kwamen er de 70 GB en 120 GB versie. Al deze varianten gebruiken hun eigen type disks en kunnen niet gebruikt worden in combinatie met de andere versies. De drives hebben een USB- of SATA-aansluiting. Van de 35 GB en 70 GB variant waren er ook versies met een ATAPI-aansluiting.

### Overige
Verder produceerde Iomega meer onbekende producten zoals:
- Buz, een videobewerkingskaart
- HipZip, een draagbare mp3-speler
- Zip CD 650, een cd-brander
- eGo, een externe harde schijf